# Iulus bottae
Iulus bottae är en mångfotingart som beskrevs av Paul Gervais. Iulus bottae ingår i släktet Iulus och familjen kejsardubbelfotingar. Inga underarter finns listade i Catalogue of Life.